# Paul Di'Anno
Paul Andrews (17. května 1958, Chingford, Londýn – 21. října 2024 Salisbury), známý jako Paul Di'Anno byl anglický zpěvák, nejlépe známý z heavy metalové skupiny Iron Maiden, ve které účinkoval mezi lety 1978 až 1981.
Během turné s Iron Maiden v roce 1981 byl nespolehlivý kvůli svému životnímu stylu a musely být zrušeny nebo přeloženy data koncertů. Nakonec byl v září 1981 před koncem turné vyhozen kvůli alkoholu a drogám, ale také přiznal, že ve skupině se mu nelíbilo a také jakým směrem se skupina ubírala, když se nahrávalo album Killers.
Vydal mnoho alb, ať už sólově, nebo jako člen skupin jako Gogmagog, Di'Anno, Battlezone, Praying Mantis a Killers. Spolu s kolegou z Iron Maiden Dennisem Strattonem se připojil ke skupině Praying Mantis při nahrávání jejich živého alba Live at Last z roku 1990.
Di'Anno v posledních letech bojoval s řadou zdravotních problémů. Údajně v roce 2016 podstoupil operaci k odstranění „abscesu o velikosti ragbyového míče“ na plicích a vyžadoval operaci náhrady kolen na obou kolenech poté, co se v průběhu let zapojil do několika nehod na motocyklu. Údajně čekal sedm let na operaci s masivním otokem (edémem) na obou kolenou. V důsledku toho byl Di'Anno nucen na vystoupeních sedět a následně dočasně přerušit kariéru. V listopadu 2021 se Di'Anno přestěhoval do Chorvatska, aby podstoupil léčbu a operaci kolena.
Di'Anno zemřel ve svém domě v Salisbury 21. října 2024 ve věku 66 let na zástavu srdce poté, co ho „v posledních letech trápily vážné zdravotní problémy, které ho omezovaly k vystupování na invalidním vozíku“.